# 梁三光
梁三光（發音：[lɨəŋ˧˧ taːm˧˧ kwaːŋ˧˧]；1965年10月17日—），兴安省人，越南政治人物和越南人民公安將領，拥有大將警銜。现任越共中央政治局委员、公安部部长。

## 生平
梁三光生于今兴安省金洞县，于1998年11月21日加入越南共产党，曾在人民安全学院接受培训，毕业后成为警察，并于2017年10月1日出任越南公安部发言人。2019年8月，升任公安部副部长。2024年6月6日，越南国会任命他为公安部部长，以接替在5月当选为国家主席的苏林，同年8月，获补选为第十三届越共中央政治局委员，他也被视为现任越共总书记苏林的亲信之一。